# Aeroporto di Yamoussoukro
L'Aeroporto di Yamoussoukro (IATA: ASK, ICAO: DIYO) (in francese: Aérodrome de Yamoussoukro) è un aeroporto ivoriano situato nella parte centrale della Costa d'Avorio, a 15 km a nord ovest del centro di Yamoussoukro, capitale amministrativa del Paese.
La struttura è dotata di una pista di asfalto e bitume lunga 3000 m e larga 45 m, l'altitudine è di 205 m, l'orientamento della pista è RWY 05-23 ed è aperta al traffico commerciale 24 ore al giorno.